# Vitamin

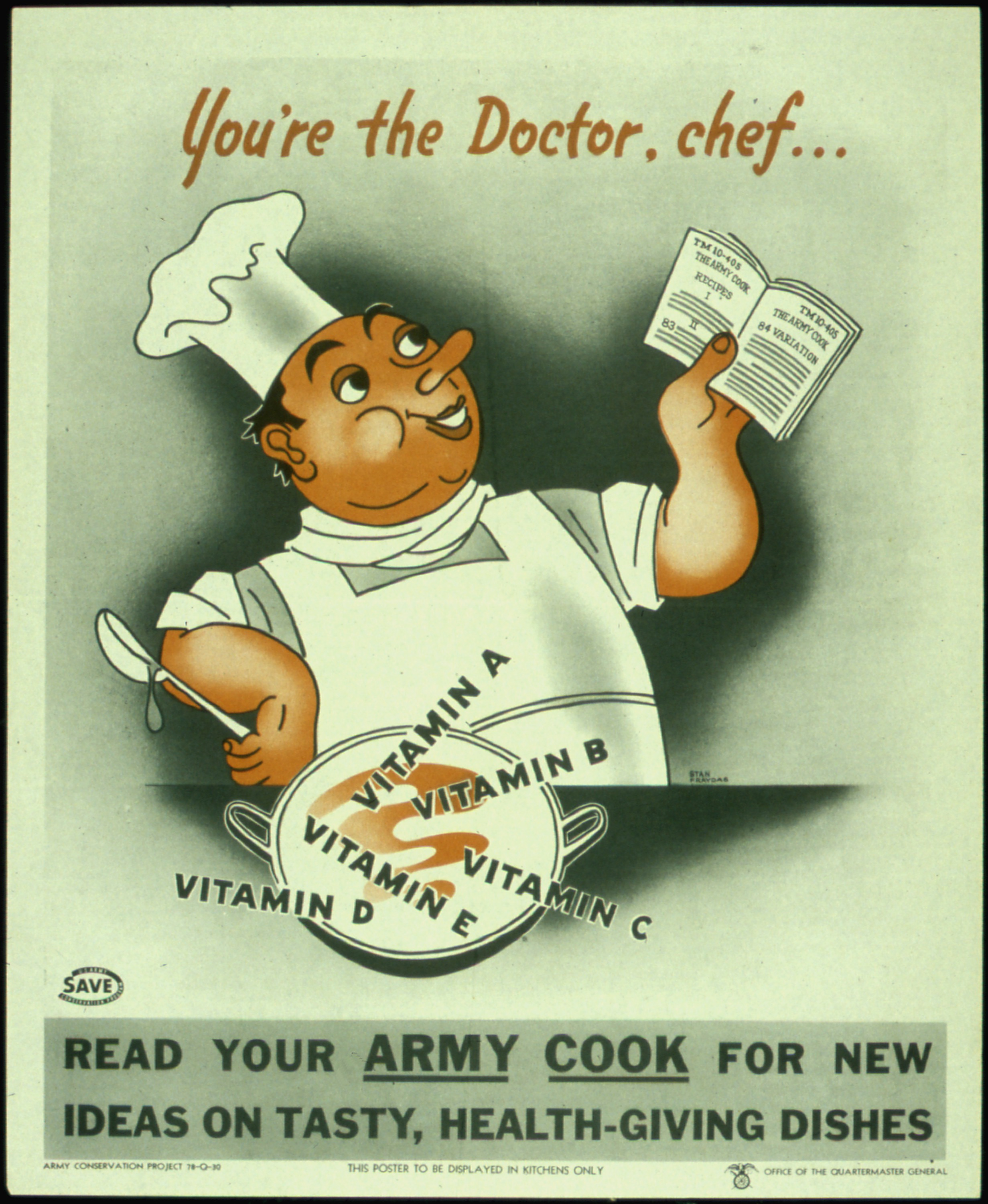
Poster der U.S. Army von 1941/45, mit dem Armeeköche zur Zubereitung von vitaminreichen („gesundheitsfördernden“) Gerichten angehalten werden sollten

Ein Vitamin ist eine organische Verbindung, die ein Organismus nicht als Energieträger, sondern für andere lebenswichtige Funktionen benötigt, die jedoch der Stoffwechsel nicht bedarfsdeckend synthetisieren kann. Vitamine müssen mit der Nahrung aufgenommen werden, sie gehören zu den essentiellen Stoffen. Pflanzen benötigen normalerweise keine zusätzlichen Vitamine, sie können alle für sie notwendigen organischen Stoffe selbst synthetisieren.
Einige Vitamine werden dem Körper als Vorstufen, sogenannte Provitamine zugeführt, die der Körper dann erst in die Wirkform umwandelt. Man unterteilt Vitamine in fettlösliche (lipophile) und wasserlösliche (hydrophile) Vitamine. Chemisch bilden die Vitamine keine einheitliche Stoffgruppe. Da es sich bei den Vitaminen um recht komplexe organische Moleküle handelt, kommen sie in der unbelebten Natur nicht vor. Vitamine müssen erst von Pflanzen, Bakterien oder Tieren gebildet werden. Namentlich unterschieden werden die Vitamine durch Benennung mit verschiedenen Buchstaben.

## Definition und Aufgabe
Vitamine sind (im Vitaminhaushalt) an vielen Reaktionen des Stoffwechsels beteiligt. Ihre Aufgabe besteht in einer Regulierung der Verwertung von Kohlenhydraten, Proteinen (umgangssprachlich auch als Eiweiß bezeichnet) und Mineralstoffen, sie sorgen für deren Ab- beziehungsweise Umbau und dienen somit auch der Energiegewinnung. Vitamine beeinflussen das Immunsystem, werden (wie Mineralstoffe) deshalb auch zu den Schutzstoffen gezählt und sind unverzichtbar beim Aufbau von Zellen, Blutkörperchen, Knochen und Zähnen. Die Vitamine unterscheiden sich hinsichtlich ihrer Wirkungen.
Bei unterschiedlichen Tieren gelten zum Teil verschiedene Substanzen als Vitamine. So können etwa die meisten Tiere Vitamin C selbst produzieren, anstatt es mit der Nahrung aufnehmen zu müssen. Trockennasenprimaten, zu denen auch Menschen zählen, einige Familien in der Ordnung der Fledertiere und Sperlingsvögel, alle Echten Knochenfische sowie Meerschweinchen können dies nicht, weil ihnen das Enzym L-Gulonolactonoxidase fehlt. Somit ist Vitamin C für die meisten Tiere kein Vitamin, sondern ein Metabolit. Katzen benötigen ebenfalls Retinol (oder Vitamin A1), nehmen aber eine Sonderstellung ein, da sie im Gegensatz zu fast allen anderen Tieren β-Carotin nicht in Retinol umwandeln können.
Beim Menschen gilt die oben angegebene Definition für 13 organische Verbindungen. Von diesen können 11 auf keine Weise vom Organismus selbst synthetisiert werden. Cholecalciferol (auch Colecalciferol oder kurz Calciol; Vitamin D3 oder ungenau Vitamin D) kann der Körper selbst herstellen, sofern ausreichend Sonnenexposition besteht. Eigensynthese besteht auch für Niacin, das aus der Aminosäure Tryptophan hergestellt werden kann. Die notwendige Niacinzufuhr richtet sich nach der Menge an zugeführtem Protein und wird damit von den Ernährungsgewohnheiten beeinflusst.

## Vitamer
Falls innerhalb einer Vitamingruppe unterschiedliche Verbindungen die gleiche biologische Wirkung entfalten, handelt es sich um Vitamere. In der Regel können alle Derivate vom Stoffwechsel ineinander überführt werden, dies ist beispielsweise der Fall für Vitamin B6 oder Vitamin E. Daher wird die unterschiedliche Bioaktivität der Vitamere durch sogenannte „Äquivalentangaben“ vergleichbar gemacht und hat dort die früher gebräuchlichen Internationalen Einheiten ersetzt.

## Geschichte
| Jahr der Entdeckung | Vitamin                     | Isolation aus |
| ------------------- | --------------------------- | ------------- |
| 1913                | Vitamin A                   | Fischleberöl  |
| 1918                | Vitamin D                   | Fischleberöl  |
| 1920                | Vitamin B2 (Riboflavin)     | Eier          |
| 1922                | Vitamin E                   | Weizenkeimöl  |
| 1926                | Vitamin B12 (Cobalamin)     | Leber         |
| 1926                | Vitamin B1 (Thiamin)        | Reiskleie     |
| 1929                | Vitamin K (Phyllochinon)    | Luzerne       |
| 1931                | Vitamin B5 (Pantothensäure) | Leber         |
| 1931                | Vitamin B7 (Biotin)         | Leber         |
| 1931                | Vitamin C (Ascorbinsäure)   | Zitrone       |
| 1934                | Vitamin B6                  | Reiskleie     |
| 1936                | Vitamin B3 (Niacin)         | Leber         |
| 1941                | Vitamin B9 (Folsäure)       | Leber         |

Dass manche Krankheiten durch bestimmte Nahrungsmittel geheilt werden können, war im 16. Jahrhundert, als man diese Tatsache für den Skorbut erkannte, bereits bekannt. Im Jahr 1881 fütterte der russische Arzt und Chemiker Nikolai Lunin Mäuse mit einer künstlichen Mischung aus den separierten damals bekannten Bestandteilen von Milch, nämlich Proteine, Fette, Kohlenhydrate und Salze. Sie starben und Lunin schloss daraus, „dass natürliche Nahrung wie Milch deswegen neben den bisher bekannten Bestandteilen geringe Mengen lebenswichtiger Substanzen enthalten muss“.
Nach dem Lesen eines Artikels des niederländischen Arztes Christiaan Eijkman beschäftigte sich der polnische Biochemiker Casimir Funk 1911 intensiv mit der Isolierung des Wirkstoffes gegen die Vitaminmangelkrankheit Beri-Beri, eine bis dahin unerklärliche neue Krankheit, die in Japan und auf Java auftrat. Eijkman hatte in einem Militärhospital in Batavia beobachtet, dass neben Patienten und Personal auch die Hühner im Hof des Hospitals die Symptome der Krankheit Beri-Beri (zu deutsch: Schafsgang) zeigten. Die Hühner wurden mit demselben weißen, geschälten Reis gefüttert, den auch die Patienten und das Personal zu essen bekamen. Beri-Beri ging mit Lähmungen und Kräfteverlust einher. Diese Krankheit trat erst auf, nachdem man in diesen Ländern europäische Reisschälmaschinen eingeführt hatte. Es wurde eine Mangelkrankheit vermutet. Der japanische Arzt Takaki Kanehiro konnte die Krankheit heilen, indem er dem Reis die entfernte Reiskleie wieder zuführte. Casimir Funk isolierte aus Reiskleie einen Stoff, von dem er sich eine heilende Wirkung gegen die Mangelkrankheit erhoffte. Dieser 1912 von Funk irrtümlich als Beriberi-Vitamin bezeichnete Stoff, abgeleitet von vita (Leben) und Amine, war weder ein Amin, noch wirkte er gegen Beriberi. Auf der Suche nach dem Anti-Beriberi Faktor, dem Vitamin B1 oder Thiamin, hatte er Nicotinsäure, das Vitamin B3, isoliert. Letzteres ist nutzlos gegenüber Beriberi, zeigte aber bei der Behandlung von Pellagra Wirkung.
Die Bezeichnung erwies sich auch für andere Vitamine vom Wortsinn her als falsch, da viele Vitamine keine Aminogruppen besitzen. 1926 wurde das Vitamin B1 (Thiamin) erstmals nach neunjähriger Arbeit von den holländischen Chemikern Barend C. P. Jansen und Willem F. Donath in kristalliner Form aus Reiskleie isoliert. 1932 ermittelte Windaus die elementare Zusammensetzung. 1936 wurde die Struktur von Vitamin B1 etwa gleichzeitig von Adolf Windaus, Richard Kuhn, Robert R. Williams und Rudolf Grewe aufgeklärt. Die Synthese erfolgte 1936 durch Robert R. Williams und 1937 durch Hans Andersag und Kurt Westphal (1936).
Zwischen 1920 und 1980 wurden die für den Menschen heute bekannten 13 Vitamine erstmals rein dargestellt. Für diese Vitamine sind inzwischen auch chemische Synthesewege entwickelt worden.
Krankheiten als Folge von Vitaminmangelerscheinungen wurden erst zu Beginn des 20. Jahrhunderts als solche erkannt. In der Annahme, dass es sich um ernährungsbedingte Krankheiten handele, versuchte man bestimmte Krankheiten wie Beri-Beri, Skorbut und Rachitis zunächst durch Zufuhr entsprechender Nahrungsmittel zu bekämpfen. Nachdem mit Hilfe von Tierversuchen die Hypothese bestätigt werden konnte, dass die Krankheiten durch das Fehlen bestimmter Nahrungsbestandteile verursacht wurden, führten weitere Tierversuche dazu, diese speziellen essentiellen Nahrungsbestandteile und aus diesen schließlich die jeweiligen Vitamine selbst zu isolieren.
1916 hat der amerikanische Biochemiker Elmer McCollum zunächst eine Unterteilung in „fat-soluble A“ und „water-soluble B“ vorgeschlagen, was später in Anlehnung zu Funk zu Vitamin A und B wurde. Später wurde die Bezeichnung neu entdeckter Vitamine mit großen Buchstaben des Alphabets fortgeführt. Somit gab es ein Vitamin A, B, C und D. Anschließend kamen noch die Vitamine E und K hinzu. Bei der Analyse der Nahrung, die Vitamin B enthielt, stellte sich heraus, dass es sich hier um mehr als einen Faktor handelte, der mehrere Symptome ausschalten konnte. Somit sprachen die Biologen von Vitamin B1, B2 usw.
In der Zeit des Nationalsozialismus (1933–1945) förderten die Machthaber in Deutschland die Versorgung der Bevölkerung mit den damals gerade erst entdeckten Vitaminen sehr aktiv. Sie wollten so den „Volkskörper von innen stärken“, weil sie davon überzeugt waren, dass Deutschland den Ersten Weltkrieg auch als Folge von Mangelernährung verloren hatte. In „Vitamin-Aktionen“ wurden Kinder, Mütter, Schwerstarbeiter und Soldaten mit Vitaminen versorgt, insbesondere mit Vitamin C, von dem die Wehrmacht noch 1944 200 Tonnen herstellen ließ.

## Benennung von Vitaminen
Der polnische Biochemiker Casimir Funk nahm an, dass alle lebensnotwendigen Stoffe eine NH2-Gruppe enthielten. Er prägte deshalb 1912 für einen derartigen Ergänzungsnährstoff den Begriff „Vitamin“ (aus lateinisch vita für Leben und amin für stickstoffhaltig bzw. organische stickstoffhaltige Verbindung). Spätere Untersuchungen zeigten aber, dass bei weitem nicht alle Vitamine Amine sind und auch nicht immer Stickstoffatome enthalten. Beispiele hierfür sind das Vitamin A (siehe Retinol) und das Vitamin C (Ascorbinsäure), eine Carbonsäure. Andere, heute weitgehend verschwundene Bezeichnungen für Vitamine waren: Komplettine, Nutramine und akzessorische Nährstoffe oder auch Ergänzungsstoffe, weil die chemisch reinen Fette, Proteine und Kohlenhydrate erst durch das Hinzukommen von Vitaminen (und Mineralstoffen) zu vollwertigen Nährstoffen ergänzt werden.
Der chemische Name eines Vitamins richtet sich nach seiner chemischen Struktur. Bei den Trivialnamen werden Buchstaben verwendet, teilweise kombiniert mit einer Nummer. Lücken in der Buchstabenreihe entstanden unter anderem, weil sich einige der ursprünglichen Isolierungen als nicht einheitliche Substanzen erwiesen und aus der Reihe der Vitamine entfernt wurden. Teilweise gab oder gibt es mehrere Trivialnamen, in der Regel hat sich aber jeweils nur ein Trivialname durchgesetzt.
Von den in der medizinischen Wissenschaft gegenwärtig bekannten 20 Vitaminen gelten 13 Vitamine für den Menschen als unerlässlich:
| Trivialname | Synonym                                    | Chemischer Name                             |
| ----------- | ------------------------------------------ | ------------------------------------------- |
| Vitamin A   | Retinol                                    |                                             |
| Vitamin B1  | Thiamin                                    | Aneurin                                     |
| Vitamin B2  | Riboflavin                                 | Lactoflavin, Vitamin G                      |
| Vitamin B3  | Niacin (Nicotinsäureamid und Nicotinsäure) | Vitamin PP (von: Anti-Pellagra), Vitamin B5 |
| Vitamin B5  | Pantothensäure                             | Vitamin B3                                  |
| Vitamin B6  |                                            |                                             |
| Vitamin B7  | Biotin                                     | Vitamin B8, H, I oder Vitamin Bw            |
| Vitamin B9  | Folsäure                                   | Vitamin B11, M oder Bc                      |
| Vitamin B12 | Cobalamin                                  | Erythrotin                                  |
| Vitamin C   | Ascorbinsäure                              |                                             |
| Vitamin D   | Cholecalciferol                            |                                             |
| Vitamin E   | Tocopherol                                 |                                             |
| Vitamin K   | Phyllochinon und Menachinon                | (K1 Phyllochinon, K2 Menachinon)            |

Die acht „B-Vitamine“ werden unter der Sammelbezeichnung Vitamin-B-Komplex oder einfach als Vitamin B zusammengefasst.
Weitere, in der Literatur und anderen Ländern verwendete Trivialnamen für (meist fälschlich als solche bezeichnete) Vitamine:
| Trivialname | Erläuterungen                                                                                                 |
| ----------- | --- |
| Vitamin B4  | frühere Bezeichnung für Adenin und Cholin                                                                     |
| Vitamin B5  | veraltete Bezeichnung für Pantothensäure und auch Vitamin B3                                                  |
| Vitamin B7  | veraltete Bezeichnung für Biotin                                                                              |
| Vitamin B8  | ungebräuchliche Bezeichnung für Adenosinphosphat                                                              |
| Vitamin B9  | ungebräuchliche Bezeichnung für Folsäure                                                                      |
| Vitamin B10 | wird auch als Vitamin R, oder als para-Aminobenzoesäure bezeichnet und ist ein Mix aus Vitaminen der B-Gruppe |
| Vitamin B11 | ungebräuchliche Bezeichnung für Folsäure                                                                      |
| Vitamin B13 | ungebräuchliche Bezeichnung für Orotsäure                                                                     |
| Vitamin B14 | ist ein Mix aus Vitamin B10 und B11                                                                           |
| Vitamin B15 | ungebräuchliche Bezeichnung für Pangamsäure                                                                   |
| Vitamin B17 | Marketing für Laetril (Amygdalin)                                                                             |
| Vitamin BH  | vorschnelle Einordnung als Vitamin von para-Aminobenzoesäure                                                  |
| Vitamin BT  | vorschnelle Einordnung von L-Carnitin als Vitamin (nicht essentiell für den Menschen)                         |
| Vitamin BX  | ungebräuchliche Bezeichnung für para-Aminobenzoesäure                                                         |
| Vitamin F   | alle essentiellen Fettsäuren, insbesondere Linolsäure und Linolensäure                                        |
| Vitamin H   | Trivialname für Biotin (auch Vitamin B7)                                                                      |
| Vitamin I/J | angeblich nachgewiesene Stoffe mit Eigenschaften des Vitamin C Ascorbinsäure                                  |
| Vitamin P   | Marketing für Mischungen verschiedener Flavonoide, „Permeabilitätsvitamin“                                    |
| Vitamin PP  | Trivialname für Nicotin(säure)amid, siehe auch Vitamin B3 (von: Anti-Pellagra)                                |
| Vitamin Q   | Marketing für das nicht essentielle Ubichinon                                                                 |
| Vitamin R   | siehe Vitamin B10                                                                                             |
| Vitamin S   | siehe Vitamin B11                                                                                             |
| Vitamin T   | siehe Vitamin BT                                                                                              |
| Vitamin U   | siehe Methylmethionin                                                                                         |

## Vitaminabsorption
Im Körper können bestimmte Vitamine gespeichert werden, man kann diese sozusagen auf Vorrat essen, andere wiederum können nicht gespeichert werden, sondern müssen über die Nahrung laufend zugeführt werden. Danach werden die Vitamine in zwei Gruppen eingeteilt: in die Gruppe der fettlöslichen, speicherbaren Vitamine und die Gruppe der wasserlöslichen, nicht speicherbaren Vitamine.

### Fettlösliche Vitamine
Fettlösliche Vitamine sind nichtpolare Moleküle, die sehr gut in Lipiden löslich sind. Ihre Resorption bedarf daher der Mizellenbildung. Sie werden in ähnlicher Weise wie Cholesterin in den Zellen der Darmschleimhaut in Chylomikronen eingebaut.
Die fettlöslichen Vitamine sind:
- Vitamin A
- Vitamin D
- Vitamin E
- Vitamin K

Vitamin K kann allerdings trotz seiner Fettlöslichkeit nur in geringem Maße vom Körper gespeichert werden.
Vitamin D wird wegen seiner Aufgaben im Körper von manchen offiziellen Stellen nicht mehr zu den Vitaminen, sondern zu den Hormonen gerechnet. Diese Einordnung ist allerdings zumindest ungenau, denn einzig das auf Basis von Vitamin D3 über Zwischenstufen in der Niere hergestellte Calcitriol kann im Vollsinn als Hormon bezeichnet werden.

### Wasserlösliche Vitamine
Die wasserlöslichen Vitamine sind Vorläufer von Coenzymen oder prosthetischen Gruppen verschiedener Enzyme.
Die wasserlöslichen Vitamine sind:
- Vitamin B1 (Thiamin)
- Vitamin B2 (Riboflavin)
- Vitamin B3 (Nicotinsäure, Niacin)
- Vitamin B5 (Pantothensäure)
- Vitamin B6
- Vitamin B7 (Biotin, Vitamin H)
- Vitamin B9 (Folsäure)
- Vitamin B12
- Vitamin C (Ascorbinsäure)

Dabei bildet das Vitamin B12 insofern eine Ausnahme, als es trotz seiner Wasserlöslichkeit vom Organismus gespeichert werden kann.
Wasserlösliche Vitamine werden im Dünndarm mittels Carriern oder Rezeptoren absorbiert. Während Vitamin B2 durch passiven Transport aufgenommen wird, erfolgt die Absorption von Vitamin B1, Vitamin B12 und Vitamin C aktiv.

## Vitaminbedarf und Vorkommen

### Tabelle
Unter „Wirkungen“ und „Vorkommen“ werden hier nur einige Beispiele genannt. Genaueres steht in den Artikeln zu den einzelnen Vitaminen.
| Name | Abk. | Tagesbedarf eines Erwachsenen nach der DGE | Wirkungen | Vorkommen                                                                                                | Mangelerscheinungen (Beispiel)                                                              |
| --- | ---- | ------------------------------------------ | --- | --- | ------------------------------------------------------------------------------------------- |
| Fettlösliche Vitamine |      |                                            | | |                                                                                             |
| diverse Vitamere (Retinol, seine Ester (Retinylacetat, -palmitat, -propionat oder -stearat) sowie Provitamin A-Carotinoide) | A    | 0,7–0,85 mg RAE                            | Sehvorgang, Fortpflanzung, Embryonalentwicklung, Zell- und Gewebedifferenzierung und Immunfunktionen                                                                                 | Leber, Milchfette, Fisch, als Provitamin in vielen Pflanzen                                              | selten, siehe Mangel (Hypovitaminose)                                                       |
| Cholecalciferol | D    | 20 µg                                      | Förderung der Calciumaufnahme | Wird vom Körper bei UV-Einfluss hergestellt; Fischprodukte; in geringerer Menge in Milch                 | Rachitis                                                                                    |
| Tocopherole Tocotrienole | E    | 11–15 mg                                   | dienen der Zellerneuerung, hemmen entzündliche Prozesse, stärken das Immunsystem, wirken als Radikalenfänger                                                                         | pflanzliche Öle, in geringerer Menge in Blattgemüse und Vollkornprodukten                                | selten, siehe Hypovitaminose des Vitamin E                                                  |
| Phyllochinon (K1), Menachinon (K2)                                                                                          | K    | 60–80 µg                                   | Erforderlich für die Bildung der Blutgerinnungsfaktoren 2, 7, 9 und 10 sowie deren Gegenspielern Protein S und C. Auch im Knochen wird es für die Synthese von Osteocalcin benötigt. | Eier, Leber, Grünkohl                                                                                    | Gerinnungsstörungen                                                                         |
| Wasserlösliche Vitamine |      |                                            | | |                                                                                             |
| Thiamin | B1   | 1,0–1,3 mg                                 | Beeinflussung des Kohlenhydratstoffwechsels, wichtig für die Schilddrüsenfunktion, wichtig für die Nerven                                                                            | Fleisch, Erbsen, Haferflocken                                                                            | Beriberi                                                                                    |
| Riboflavin | B2   | 1,0–1,4 mg                                 | gegen Migräne, fördert die Merkfähigkeit und Konzentration | Fleisch, grünes Blattgemüse, Vollkornprodukte                                                            | Hautprobleme                                                                                |
| Niacin auch Nicotinsäureamid, Nicotinsäure                                                                                  | B3   | 11–16 mg                                   | Verwertung von Fetten, Proteinen und Kohlenhydraten, gut für Haut und Nägel | mageres Fleisch, Fisch, Hefe                                                                             | Pellagra                                                                                    |
| Pantothensäure | B5   | 5 mg                                       | fördert die Wundheilung, verbessert die Abwehrreaktion | Leber, Weizenkeime, Gemüse                                                                               | Anämie                                                                                      |
| diverse Vitamere (Pyridoxin, Pyridoxal, Pyridoxamin sowie deren phosphorylierte Derivate)                                   | B6   | 1,4–1,6 mg                                 | schützt vor Nervenschädigung, wirkt mit beim Proteinstoffwechsel | Leber, Kiwis, Kartoffeln                                                                                 | siehe Vitamin-B6-Mangel                                                                     |
| Biotin | B7   | 40 µg                                      | schützt vor Hautentzündungen, gut für Haut, Haare und Nägel | Leber, Blumenkohl, durch Darmbakterien                                                                   | selten, vor allem durch Verlust der Aufnahmefähigkeit, siehe Mangelerscheinungen des Biotin |
| Folsäure auch Pteroylglutaminsäure                                                                                          | B9   | 300 µg                                     | gut für die Haut | Leber, Weizenkeime, Kürbis                                                                               | perniziöse Anämie, Missbildungen bei Ungeborenen                                            |
| verschiedene Cobalamine | B12  | 4 µg                                       | bildet und regeneriert rote Blutkörperchen, appetitfördernd, wichtig für die Nervenfunktion                                                                                          | Leber, Fisch, Milch                                                                                      | perniziöse Anämie                                                                           |
| Ascorbinsäure | C    | 95–110 mg                                  | Schutz vor Infektionen, wirkt als Radikalenfänger, stärkt das Bindegewebe | Hagebutten, Acerola-Kirsche, Zitrusfrüchte, Sanddorn, Kiwis, Paprika, Kohl, Leber, Kartoffel, Sauerkraut | Skorbut                                                                                     |

### Hinweise

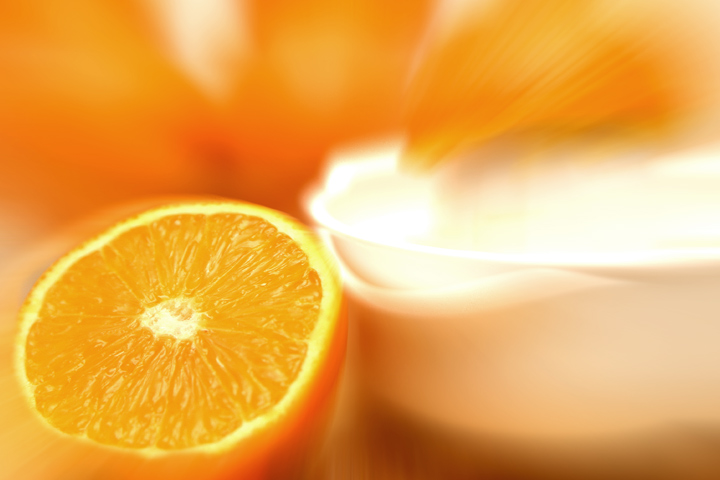
Die Orange, ein klassischer Vitamin-C-Spender

Biologische Werte sind nie absolut, sondern werden immer von einer Vielzahl von Faktoren bestimmt. Der Vitaminbedarf hängt nicht nur vom Geschlecht und vom Alter ab. Er kann bei körperlichen und psychischen Belastungen erhöht sein, beispielsweise bei beruflichem oder umweltbedingtem Stress, Krankheiten, Rauchen und Alkoholkonsum, bei Frauen außerdem in der Schwangerschaft und während der Stillzeit. Bei den Angaben zum Vitaminbedarf handelt es sich deshalb um Durchschnittswerte mit verallgemeinerndem Charakter.
Entsprechend variieren auch die Empfehlungen. Die Deutsche Gesellschaft für Ernährung (DGE) empfiehlt Erwachsenen beispielsweise, täglich 95 mg (Frauen) bzw. 110 mg (Männer) Vitamin C zu sich zu nehmen, das amerikanische National Institutes of Health dagegen 75 mg (Frauen) bzw. 90 mg (Männer). Der Tagesbedarf liegt bei den meisten Vitaminen im Bereich von wenigen Milligramm (mg).
Von den 13 Vitaminen, die in der medizinischen Wissenschaft als essentiell (unerlässlich) gelten, sind zwei nicht in strengem Sinne essentiell, nämlich Vitamin D (Calciferol) und Niacin (Vitamin B3). Stoffe mit Vitamin-D- und Niacin-Eigenschaften können nämlich vom Körper unter bestimmten Umständen selbst gebildet (synthetisiert) werden. Vitamin D3 (Cholecalciferol) kann beispielsweise unter Einwirkung des Sonnenlichtes aus 7-Dehydrocholesterin, einem biologischen Derivat des Cholesterins, entstehen. Niacin kann beim Abbau des Tryptophans gebildet werden.
Der Vitamingehalt von Früchten ist abhängig von zahlreichen Faktoren wie Bodenbeschaffenheit, Lagerdauer etc. Es können auch die Zubereitungstemperatur und -dauer eine Rolle spielen.

## Mangelerscheinungen und Überversorgungen
In Deutschland sind Mangelerscheinungen nur in Ausnahmefällen möglich. Lediglich beim Vitamin Folsäure ist häufiger eine mögliche Unterversorgung diskutiert worden. Menschen, die sich an die Ernährungsvorgaben der Deutschen Gesellschaft für Ernährung (DGE) halten und ihre Ernährung auf ausreichend Obst, Gemüse, Vollkornprodukte, wenig Fleisch und Milchprodukte umstellen, sind ausreichend mit allen wichtigen Vitaminen versorgt und weisen dementsprechend einen suffizienten bzw. adäquaten Vitaminstatus auf, wenn sich entsprechende Biomarker im Bereich der etablierten Grenzwerte befinden.

### Hypovitaminose
Bei einer Vitaminunterversorgung reicht die Vitaminzufuhr nicht aus, um den Bedarf zu decken. Ein Vitaminmangel kann entstehen als Folge eines erhöhten Bedarfs (während Schwangerschaft und Stillzeit, in der Kindheit und Jugend), aufgrund einer mangelnden Zufuhr, durch Malassimilation infolge anderer Grunderkrankungen, als Folge von Medikamenteneinnahme (orale Kontrazeptiva) oder nach parenteraler Ernährung ohne Vitaminzugabe. Auch durch Aufbewahrung und Zubereitung der Lebensmittel variiert der Vitamingehalt, so dass trotz Auswahl der richtigen Nahrungsmittel ein Mangel entstehen kann. Dies kann zu Mangelerscheinungen führen, die graduell in eine Hypovitaminose oder Avitaminose unterteilt werden. Vitaminmangelkrankheiten sind unter den europäischen Ernährungsbedingungen selten geworden und meist auf Alkoholabhängigkeit zurückzuführen. Betroffen sein können auch alte Menschen, Raucher oder Vegetarier. Die Krankheitszeichen sind je nach dem betroffenen Vitamin verschieden. Je nach Art und Ausmaß der Schädigung kann sich der Organismus erholen.
Bei Mangel an Vitamin B1 kommt es zu Beri-Beri. Ein Mangel an Vitamin C führt zu Skorbut. Vitamin-A-Mangel führt zu Nachtblindheit und trockener Haut. Vitamin-K-Mangel erhöht die Blutungsneigung, da es zur Synthese einiger Gerinnungsfaktoren benötigt wird.
Bei Alkoholikern führen gleich mehrere Faktoren zu einem Vitaminmangel. Der chronisch Suchtkranke nimmt außer dem Suchtmittel kaum andere Nahrung zu sich, er leidet an einer Mangelernährung. Die Schleimhaut des Verdauungstraktes über Speiseröhre, Magen und Dünndarm kann schwer geschädigt sein, ebenso die Bauchspeicheldrüse. Nahrungseinnahme ist verbunden mit Übelkeit, Erbrechen, Durchfall. Die Verdauung und Aufnahme im Magendarmtrakt ist gestört (Malabsorption, Maldigestion). Zu Schäden des Blutbildes und des Nervengewebes kommt es v. a. durch Mangel der Vitamine B1 (Wernicke-Korsakow-Syndrom), Vitamin B6 und Folsäure (Polyneuropathie) und B12 (perniziöse Anämie, funikuläre Myelose). Die Infektabwehr ist gemindert. Die Blutgerinnung ist – aus verschiedenen Gründen – gestört.

### Hypervitaminose
Eine Vitaminüberversorgung wird Hypervitaminose genannt. Die fettlöslichen Vitamine (E, D, K, A) können im Körper, meist in der Leber, gespeichert werden. Damit kann es auch zu Überdosierungen kommen. Die wasserlöslichen Vitamine werden über die Niere rasch ausgeschieden. Als Hypervitaminosen werden jene Erscheinungen zusammengefasst, die bei übermäßiger Zufuhr der entsprechenden Vitamine auftreten können. Dies ist durch herkömmliche Ernährung nicht zu erreichen. In Frage kommen aber hochdosierte Vitamingaben.
Vitamin D ist in Verbindung mit Calcium unstrittig bei der Behandlung der Osteoporose. Bei chronischer Einnahme von Konzentrationen über 0,3 mg/d kann durch die dauerhafte Ansammlung im Körper der gegenteilige Effekt erreicht werden, die Knochenentkalkung und damit die Entstehung einer Osteoporose werden gefördert. Das Provitamin Beta-Carotin (Vorstufe des Vitamin A) kann hochdosiert bei Rauchern vermutlich das Lungenkrebsrisiko erhöhen. Für die Vitamine der B-Gruppe (wasserlöslich) sind unerwünschte Wirkungen bei hohen Dosen nur für Vitamin B6 bekannt, bei Einnahme von mehr als 50 mg pro Tag – der zwanzigfachen Tagesdosis – resultiert eine sensorische Polyneuropathie. Das Bundesinstitut für Risikobewertung erarbeitet regelmäßig Höchstmengenvorschläge für die Verwendung von Vitaminen (und Mineralstoffen) in Lebensmitteln und Nahrungsergänzungsmitteln.

### Ältere Literatur
- Richard Kuhn: Vitamine und Arzneimittel. In: Die Chemie. (Angewandte Chemie, neue Folge) 55(1/2), S. 1–6 (1942).
- Hans Glatzel: Sinn und Unsinn der Vitamine. Kohlhammer Verlag, 1987, ISBN 3-17-009574-9.
- Ludwig Weissbecker: Krankheiten des Vitaminhaushaltes. In: Ludwig Heilmeyer (Hrsg.): Lehrbuch der Inneren Medizin. Springer-Verlag, Berlin/Göttingen/Heidelberg 1955; 2. Auflage ebenda 1961, S. 1083–1098.
- Otto Westphal, Theodor Wieland, Heinrich Huebschmann: Lebensregler. Von Hormonen, Vitaminen, Fermenten und anderen Wirkstoffen. Societäts-Verlag, Frankfurt am Main 1941 (= Frankfurter Bücher. Forschung und Leben. Band 1), insbesondere S. 36–56  (Geschichte der Vitaminforschung).

### Aktuelle Literatur
- Manfred Eggersdorfer et al.: Einhundert Jahre Vitamine - eine naturwissenschaftliche Erfolgsgeschichte. In: Angewandte Chemie. Band 124, Nr. 52, 21. Dezember 2012, S. 13134–13165, doi:10.1002/ange.201205886.
- Wolfgang Herrmann, Rima Obeid (Hrsg.): Vitamins in the prevention of human diseases. 2011, ISBN 978-3-11-021448-2.
- Klaus Pietrzik, Ines Golly, Dieter Loew: Handbuch Vitamine: für Prophylaxe, Beratung und Therapie. 1. Auflage. Elsevier, Urban & Fischer Verlag, München 2008, ISBN 978-3-437-55361-5.
- Hans Konrad Biesalski: Vitamine, Spurenelemente und Minerale: Indikation, Diagnostik, Therapie. 2. Auflage. Georg Thieme Verlag, 2019, ISBN 978-3-13-242738-9, doi:10.1055/b-0039-168614.
- Melinda Wenner Moyer: Vitamine auf dem Prüfstand. In: Spektrum der Wissenschaft. – Übersetzung des Originalartikels: Nutrition: Vitamins on trial. In: Nature. 510, 2014, S. 462–464, doi:10.1038/510462a
- Ellie Souganidis: Nobel laureates in the history of the vitamins. In: Annals of Nutrition & Metabolism. Band 61, Nr. 3, 2012, S. 265–269, doi:10.1159/000343122, PMID 23183300 (englisch).